# Vis et souviens-toi
Pour plus de détails, voir Fiche technique et Distribution.
Vis et souviens-toi (Живи и помни) est un film russe réalisé par Alexandre Prochkine, sorti en 2008,.

## Fiche technique
- Titre français : Vis et souviens-toi[3]
- Titre original : Живи и помни, Jivi i pomni
- Photographie : Alexandre Kariouk, Gennadi Kariouk
- Musique : Roman Dormidochin
- Montage : Natalia Koutcherenko

## Récompense
- 22e cérémonie des Nika : Nika de la meilleure actrice pour Darya Moroz